# Prévention spécialisée
En France, la prévention spécialisée est une action d'éducation spécialisée visant à permettre à des jeunes en voie de marginalisation de rompre avec l’isolement et de restaurer le lien social. Cette action est placée sous l'autorité des départements (conseil départemental) dans le cadre des politiques que ceux-ci élaborent pour venir en aide à l'enfance. Cette aide à l'enfance faite par les départements se nomme l’aide sociale à l’enfance (ASE). Contrairement à ce que l'on croit souvent, elle ne lutte pas directement contre la délinquance juvénile mais y travaille de manière concomitante, la délinquance n'étant que l'une des voies possibles de marginalisation des jeunes.

## Définition générale
La loi du 6 janvier 1986 a transféré aux Présidents de Conseils généraux les compétences de l’Aide Sociale à l’Enfance, dont la prévention spécialisée est l’une des missions. Celle-ci est précisée dans les articles L 121-2 et L 221-1 du code de l’action sociale et des familles qui disposent que le département a « une mission de prévention de la marginalisation et d’aide à l’insertion dans les lieux où se manifestent des risques d’inadaptation sociale.».
L’ordonnance du 1er décembre 2005 relative aux procédures d’admission à l’aide sociale et aux établissements et services sociaux et médico-sociaux qui assimile les structures de prévention spécialisée à des établissements sociaux et médico-sociaux relevant désormais de la loi du 2 janvier 2002, réformant l’action sociale.
La prévention spécialisée s’inscrit dans la politique de protection de l’enfance dont les orientations sont déclinées dans le schéma départemental de protection de l’enfance et plus largement dans les politiques sociales, urbaines, économiques et culturelles du Département. Dans le domaine de la protection de l’enfance, la prévention concerne aussi bien la prévention des inadaptations sociales que la prévention de la maltraitance mais aussi de la délinquance et des conduites à risques. Elle prend en compte les données de contexte départemental, local et national, afin de s’inscrire dans une logique de politique globale d’action sociale.
La prévention spécialisée et les éducateurs, (-trices) de ce secteur d'activité, bien que travaillant généralement pour des associations, exercent donc leur travail dans le cadre "d'une mission de service public". Concrètement, les éducateurs de prévention, généralement des éducateurs spécialisés—on y trouve aussi des assistants de service social, des animateurs socioculturels, ainsi que, depuis quelques années, des moniteurs éducateurs --, vont à la rencontre des jeunes dans leurs lieux de rassemblement, principalement dans la rue. Ils sont, de ce fait, régulièrement appelés « Éducateurs de Rue ».
Ce type de politique d'aide à la jeunesse, avec ce type de personnel, est le dernier recours face à l’échec des autres démarches éducatives institutionnelles. Il vise à favoriser la reconstruction des liens sociaux, une meilleure intégration des jeunes en rupture, ainsi que la lutte contre l’exclusion sous toutes ses formes.
Elle se caractérise par :
- L'absence de mandat individualisé. (Aujourd'hui il reste une posture, mais les professionnels de la Prévention Spécialisée sont tenus au "secret professionnel de mission", car ils interviennent dans le cadre d'une mission d'aide Sociale à L'Enfance ;
- La libre adhésion ;
- la garantie de l'anonymat.

## Les références réglementaires
Depuis la mise en place des lois relatives à la décentralisation, et notamment de la loi du 6 janvier 1986, le Département a la responsabilité des missions de Protection de l’Enfance dans le cadre de l’Aide Sociale à l’Enfance.
Les actions de prévention spécialisée définies par l’arrêté interministériel du 4 juillet 1972 et ses textes d’application s’inscrivent explicitement comme l’une de ces missions de protection de la jeunesse confiées au Département.
Elles sont pour l’essentiel actuellement inscrites dans les articles suivants du CODE DE L’ACTION SOCIALE ET DES FAMILLES Livre premier Dispositions générales /Titre II COMPETENCES/Chapitre I Collectivités publiques et organismes responsables /Section I Départements.
Article L.121- 2
Dans les zones urbaines sensibles et dans les lieux où se manifestent des risques d’inadaptation sociale, le département participe aux actions visant à prévenir la marginalisation et à faciliter l’insertion ou la promotion sociale des jeunes et des familles, qui peuvent prendre une ou plusieurs des formes suivantes :
- 1° Actions tendant à permettre aux intéressés d’assurer leur propre prise en charge et leur insertion sociale ;
- 2° Actions dites de prévention spécialisée auprès des jeunes et des familles en difficulté ou en rupture avec leur milieu ;
- 3° Actions d’animation socio-éducatives.

Livre II Différentes formes d’aide et d’action sociales/Titre II ENFANCE/Chapitre I Service de l’aide sociale à l’enfance
Article L. 221-1
Le service de l’aide sociale à l’enfance est un service non personnalisé du département chargé des missions suivantes :
- 1° Apporter un soutien matériel, éducatif et psychologique tant aux mineurs et à leurs familles ou à tout détenteur de l’autorité parentale, confrontés à des difficultés risquant de mettre en danger la santé, la sécurité, la moralité de ces mineurs ou de compromettre gravement leur éducation ou leur développement physique, affectif, intellectuel et social, qu’aux mineurs émancipés et majeurs de moins de 21 ans confrontés à des difficultés familiales, sociales et éducatives susceptibles de compromettre gravement leur équilibre.
- 2° Organiser, dans les lieux où se manifestent des risques d’inadaptation sociale, des actions collectives visant à prévenir la marginalisation et à faciliter l’insertion ou la promotion sociale des jeunes et des familles, notamment celles visées au 2° de l’article L. 121-2;
- 3° Mener en urgence des actions de protection en faveur des mineurs mentionnés au 1° du présent article ;
- 4° Pourvoir à l’ensemble des besoins des mineurs confiés au service et veiller à leur orientation, en collaboration avec leur famille ou leur représentant légal ;
- 5° Mener, notamment à l’occasion de l’ensemble de ces interventions, des actions de prévention des situations de danger à l’égard des mineurs et, sans préjudice des compétences de l’autorité judiciaire, organiser le recueil des informations et la transmission dans les conditions prévues à l’article L 226-3 des informations préoccupantes relatives aux mineurs dont la santé, la sécurité et la moralité sont en danger ou risquent de l’être, ou dont l’éducation ou le développement sont compromis ou risquent de l’être, et participer à leur protection ;
- 6° Veiller à ce que les liens d’attachement noués par l’enfant avec d’autres personnes que ses parents soient maintenus, voire développés, dans un intérêt supérieur.

Pour l’accomplissement de ses missions, et sans préjudice de ses responsabilités vis-à-vis des enfants qui lui sont confiés, le service de l’aide sociale à l’enfance peut faire appel à des organismes publics ou privés habilités dans les conditions prévues aux articles L. 313-8, L. 313-8-1 et L. 313-9ou à des personnes physiques.
Le service contrôle les personnes physiques ou morales à qui il a confié des mineurs, en vue de s’assurer des conditions matérielles et morales de leur placement.
Article L. 221-2
Le service de l’aide sociale à l’enfance est placé sous l’autorité du président du conseil général.
Article L.221-6
Toute personne participant aux missions du service de l’aide sociale à l’enfance est tenue au secret professionnel sous les peines et les conditions prévues par les articles 226-13 et 226-14 du code pénal.
Elle est tenue de transmettre sans délai au président du conseil général ou au responsable désigné par lui toute information nécessaire pour déterminer les mesures dont les mineurs et leur famille peuvent bénéficier, et notamment toute information sur les situations de mineurs susceptibles de relever du chapitre VI du présent titre.
L’article 226-13 du code pénal n’est pas applicable aux personnes qui transmettent des informations dans les conditions prévues par l’alinéa précédent ou dans les conditions prévues par l’article L.221-3 du présent code.
Article L. 226-2-1
Sans préjudice des dispositions du II de l’article L.226-4, les personnes qui mettent en œuvre la politique de protection de l’enfance définie à l’article L.112-3 ainsi que celles qui lui apportent leur concours transmettent sans délai au président du conseil général ou au responsable désigné par lui, conformément à l’article L.226-3 toute information préoccupante sur un mineur en danger ou risquant de l’être, au sens de l’article 375 du code civil. Lorsque cette information est couverte par le secret professionnel, sa transmission est assurée dans le respect de l’article L. 226-2-2 du présent code. Cette transmission a pour but de permettre d’évaluer la situation du mineur et de déterminer les actions de protection et d’aide dont ce mineur et sa famille peuvent bénéficier. Sauf intérêt contraire de l’enfant, le père, la mère, toute autre personne exerçant l’autorité parentale ou le tuteur sont préalablement informés de cette transmission, selon des modalités adaptées.
La loi du 5 mars 2007 réformant la protection de l’enfance a introduit la notion de secret professionnel partagé qui autorisent les personnes qui mettent en œuvre la politique de protection de l’enfance ou qui lui apportent leur concours (comme les salariés et bénévoles de la prévention spécialisée), à partager entre elles les informations à caractère secret afin de pouvoir déterminer les actions de protection et d’aide à mettre en œuvre. Le partage des informations est strictement lié à ce qui est nécessaire à l’accomplissement de la mission de protection de l’enfance.
Les associations du domaine de la prévention spécialisée sont désormais (JO n° 280 du 2 décembre 2005 – ordonnance n° 2005 – 1477) assimilées aux autres établissements et services sociaux et médico-sociaux et, de ce fait, soumises aux mêmes règles (autorisations, documents budgétaires, mécanismes de tarification,…).

## Déontologie
L’intervention de prévention spécialisée ne peut se concevoir que dans le respect des caractéristiques singulières de mise en œuvre de ses pratiques éducatives et sociales et dans le respect des lois en vigueur.
Du fait du rattachement de la prévention spécialisée aux missions de l’aide sociale à l’enfance, les salariés et bénévoles qui y participent sont concernés par les dispositions de l’article L 221-6 du code de l’action sociale et des familles, relatives au secret professionnel.
Sous réserve de l’application des dispositions légales en matière de secret professionnel, et notamment de l’application de l’article 223-6 du code pénal relatif à la non-assistance à personne en danger, il ne peut être exigé des acteurs de la prévention spécialisée de fournir des informations concernant leur connaissance individuelle des jeunes.
Comme pour tous les intervenants du champ social, un devoir de vigilance s’impose quant à l’éthique guidant les diverses pratiques mises en œuvre, afin que soient garantis la confidentialité des informations et le respect des personnes.
La transmission à un tiers d’informations concernant un jeune en particulier ne peut donc s’envisager qu’après lui avoir expliqué comment cette transmission s’inscrit dans une logique éducative et avoir recherché et obtenu son adhésion.
Les équipes (salariés et bénévoles) de la prévention spécialisée ne pratiquent aucune discrimination à l’égard des jeunes et des familles qu’elles connaissent et suivent, pour des raisons philosophiques, religieuses, politiques, ethniques ou d’orientation sexuelle. De la même façon, elles ne pratiquent à leur égard aucun prosélytisme philosophique, politique ou religieux.

## Le CTPS
Le conseil technique de la prévention spécialisée (CTPS) est le conseil technique des clubs et équipes de prévention spécialisée. Il est une instance consultative, placée auprès du Ministre chargé des affaires sociales, dont le champ de compétence s’étend à l’ensemble des questions relatives aux activités dites de prévention spécialisée qui relèvent des missions de l’aide sociale à l’enfance exercées par les départements. Son rôle est de proposer des préconisations au gouvernement dans le domaine de la prévention spécialisée. Ce conseil participe à la lutte contre les inadaptations sociales que connaissent les enfants et relève des dispositifs de la protection de l'enfance. Il fait des propositions d'ordre déontologique et propose aussi des voies à suivre en prévention spécialisée.

## Les caractéristiques et les commandes de la prévention spécialisée
L’action repose souvent sur une réponse à une demande des jeunes. Les activités représentent parfois un support relationnel à la mission de prévention spécialisée, qui est de rencontrer, d'aller vers les jeunes là où ils sont, sans nécessairement entreprendre une activité, de parler sur des sujets souvent anodins mais parfois très profonds, d'être l'adulte qui dit bonjour, de serrer une main, de passer un peu de temps et d'être reconnu comme une « personne ressource », qui, le moment venu pourra apporter écoute et aide en cas de crise, de difficulté passagère ou durable.

## Le CNLAPS
Le Comité national de liaison des associations de prévention spécialisée (CNLAPS) définit l'action de la prévention spécialisée dans sa charte nationale d'objectifs en juillet 1992. Résumons ainsi : l'action de prévention spécialisée est née de la détresse d'une partie de la jeunesse. Année après année, les motifs et les formes de cette détresse ont évolué. Pris dans une histoire familiale difficile, vivant souvent dans des quartiers socialement défavorisés, beaucoup d'enfants, d'adolescents et de jeunes adultes n'échappent pas aux processus de précarité, d'exclusion ou de marginalisation, sources de mal-être, d'actes de délinquance et de violence.
Vingt ans après la signature de l'arrêté interministériel du 4 juillet 1972 qui a officialisé la mission des clubs et équipes de prévention spécialisée, une meilleure lisibilité de son action au cœur d'enjeux multiples et un repositionnement de son intervention s'avèrent nécessaires. Dans le concert de plus en plus complexe des politiques sociales décentralisées ainsi que des dispositifs de prévention et d'insertion initiés par l'État. La prévention spécialisée a pour ambition de réaffirmer sa place particulière auprès des jeunes laissés pour compte.

## Les cinq axes qui président à la mise en œuvre de l'action de prévention spécialisée
La prévention spécialisée est encadrée par des principes méthodologiques intangibles qui fondent sa spécificité. Ils sont en nombre de cinq. Il est important de les présenter ici, afin de mieux appréhender le cadre de ce secteur.
1. L’absence de mandat nominatif, principe fondamental dont découlent les autres. Il exprime la nécessité de n’être mandaté par aucune décision de prise en charge émanant d’une autorité administrative ou judiciaire. Ce principe implique de recueillir l’adhésion de la personne avant d’envisager de travailler ensemble.
2. La libre adhésion du public, une relation librement choisie (seul principe explicitement inscrit dans l’arrêté du 4 juillet 1972). Chacun est libre d’adhérer, d’ignorer ou de refuser la relation éducative proposée par l’éducateur. Ce principe exprime la démarche « d’aller vers » en respectant le temps nécessaire à l’établissement d’une relation.
3. Le respect de l’anonymat (une action qui exige discrétion et confidentialité) assure au public qu’il n’y a aucune représentation personnalisée, tel qu’un dossier, à leur égard. Ce principe découle directement des deux autres : l’usager ayant la maîtrise du maintien ou non de la relation, l’anonymat lui offre une garantie supplémentaire.
4. La non institutionnalisation des pratiques, un nécessaire maillage des institutions. La prévention spécialisée peut être amenée à créer des réponses inexistantes dans le quartier où elle exerce. Elle doit donc pouvoir s’adapter aux évolutions des difficultés d’un quartier et par la même éviter la fixité et la rigidité d’un cadre institutionnel établi. Si l’action se révèle pertinente et doit perdurer car il s’avère qu’elle a répondu aux besoins préalablement constatés, un passage de relais avec d’autres institutions, d’autres partenaires de quartier sera à établir.
5. Le travail en équipe pluridisciplinaire et le partenariat. Ce principe s’inscrit dans le cadre des missions de la prévention spécialisée dans la mesure où il n’est pas possible pour les éducateurs d’agir seuls. Ils se doivent de travailler en réseau et en complémentarité avec d’autres intervenants sociaux, d’autres professionnels.

## Les finalités de l'action de prévention spécialisée
Il s'agit d'une intervention éducative et sociale, à la fois individuelle et collective au sein de communautés humaines, tels les quartiers, groupes d'immeubles, groupes de jeunes, auprès de personnes dont la situation sociale et le mode de vie risquent de les mettre ou les met effectivement en marge des circuits économiques, sociaux, culturels auxquels ils participent peu, et dont ils utilisent difficilement les possibilités. C'est une action professionnelle et militante, sa finalité première est d'agir sur les phénomènes d'inadaptation sociale et les états de souffrance :
- En menant des actions éducatives visant à aider les jeunes à se prendre en charge dans le domaine de leur vie personnelle, de leur travail et de leurs loisirs.
- En contribuant au maintien ou au rétablissement des règles de vie sociale au sein de la population d'un quartier, d'une ville.
- En participant au développement de la vie sociale et culturelle des quartiers.
- En promouvant les capacités existantes ou/et potentielles des habitants.
- En inscrivant sa démarche dans le temps comme pour toute action éducative, les transformations individuelles ou structurelles ne peuvent se réaliser que dans la durée.
- En valorisant les réseaux propres aux populations en difficulté, et en les aidant à prendre conscience et à réaliser leurs réelles potentialités.

## Les caractéristiques techniques de l'intervention en prévention spécialisée
Elle est une forme spécifique d'action sociale promotionnelle et de travail éducatif à proximité de l'action socioculturelle et socio-économique, de l'action éducative spécialisée, de l'éducation populaire, du développement social et communautaire. On la nomme « spécialisée » par rapport à la prévention générale, car elle s'adresse à des catégories spécifiques de population, à des groupes sociaux particulièrement menacés et non à l'ensemble des habitants d'une zone géographique donnée. Ce ne sont pas ses objectifs généraux (socialisation, promotion, autonomie des personnes et des groupes, renforcement des identités individuelles et culturelles, insertion sociale et professionnelle la plus large possible) qui distinguent son action de l'ensemble des interventions du secteur social et éducatif, mais plutôt sa démarche et sa méthode d'intervention basées sur une pratique de terrain, le plus souvent appelée « travail de rue », point de départ des accompagnements éducatifs et de projets d'actions adaptées.
La prévention spécialisée implique :
- Une approche des jeunes fondée sur l'acceptation mutuelle de la relation proposée pour les aider à réaliser leur choix de vie. C'est le principe de « libre adhésion ».
- Que les personnes qui font l'objet de l'action ne soient pas désignées nominativement. Il n'y a ni mandat après signalement administratif, ni mandat après décision judiciaire. C'est le principe du « non mandat ».
- Une exigence de discrétion du travailleur social à l'égard des pouvoirs de contrôle garante de l'efficacité, de la crédibilité d'un travail social basé sur la confiance. Il entraîne un financement global qui exclut, en même temps qu'une prise en charge individuelle mandatée, toute diffusion à l'extérieur de dossiers et de fichiers. C'est le principe du « respect de l'anonymat ».

## Le public concerné par la prévention spécialisée
Il est plus difficile à identifier aujourd'hui qu'il ne l'était dans les années de sa fondation. D'une façon générale, l'éducateur de prévention spécialisée accompagne ponctuellement ou régulièrement des jeunes âgés entre 11 et 25 ans, avec des variables selon la commande publique. Par conséquent, l'un des interlocuteurs principaux de l'éducateur de rue concernant un mineur est le représentant de l'autorité parentale (père, mère, tiers digne de confiance ou dans de rares cas, le département).
Si à sa création dans l'après seconde guerre mondiale, il s'agissait surtout d'un public d'adolescents perturbateurs, souvent organisés en bandes; aujourd'hui, les équipes sont en présence d'une dégradation des relations sociales à la fois plus diffuses et de plus grande ampleur qui concernent les enfants, les jeunes et les adultes. Le public de la prévention spécialisée se caractérise par de faibles perspectives d'avenir, ou parfois même par une absence totale, par des difficultés à s'approprier son histoire et ses expériences. Nous pouvons noter divers profils de jeunes : en galère, en décrochage scolaire, en besoin ponctuellement, en protection de l'enfance, consommateur de toxiques, en rupture avec les institutions.
Les rapports au temps, à l'espace, à la réalité sont souvent perturbés. Le jeune vit dans l'immédiat, ne peut concevoir un projet à plus ou moins long terme. L'éducateur de rue, en suscitant l'adhésion du jeune va alors d'abord co construire des projets le concernant lui-seul ou un groupe, puis de le laisser s'essayer à l'autonomie.

## La prévention spécialisée est une mission de service public
Elle s'appuie le plus souvent sur le fait associatif. Sa mission tente de se fonder sur l'auto-organisation des forces vives de la cité qui veulent apporter des réponses à l'exclusion sociale et sur la volonté des élus d'organiser dans les lieux où se manifestent des risques d'inadaptation sociale, des actions de prévention spécialisée auprès des jeunes et des familles en difficulté ou en rupture avec leur milieu.

### Un exemple de partenariat:École et prévention spécialisée
Le public de la prévention spécialisée relevant pour partie de l'obligation scolaire, le Collège est un interlocuteur privilégié, tout comme le Lycée. Ainsi, la prévention spécialisée et l'école dont relève le jeune peuvent travailler conjointement soit sur des démarches de sensibilisation, soit dans le repérage et le traitement de situations complexes (élève en mal-être, élève en décrochage, ou en difficulté d'orientation principalement). Dans le cas d'un élève ayant déjà décroché, la mission de l'éducateur en prévention spécialisée sera alors de permettre au jeune d'intégrer dans la mesure du possible un nouvel établissement scolaire ou du moins, l'un des dispositifs de raccrochage scolaire (Mission de Lutte Contre le Décrochage Scolaire, Dispositif Relais, etc.).
De la même manière, la prévention spécialisée relève de l'éducation spécialisée, ces acteurs travaillent dans le cadre de la Protection de l'enfance en France, l'éducateur de rue peut alors signaler toute situation concernant un mineur en danger aux autorités compétentes (Procureur de la République dans les cas graves ; Cellule de traitement de l'information préoccupante dans les départements pour les autres).
A noter enfin que Prévention spécialisée et Collèges/Lycées peuvent tout à fait conduire des projets communs à destination de l'ensemble des élèves (ex : intervention sur la toxicomanie, laicité, café débat, etc.) à condition d'en maitriser suffisamment d'éléments ou encore participer à des manifestations d'envergure de l'établissement scolaire : formation de délégués, cross, etc.

## Violence et prévention spécialisée: une articulation pertinente?
Est-il pertinent d'associer la problématique de la violence, à la question fondamentale de l'exercice d'un métier couvert par la prévention spécialisée ? Il y a des risques importants à considérer que la prévention spécialisée est une action qui devrait permettre de résoudre la question de la violence au niveau local. Comme il existe également un risque, pour la pérennité même de la mission, mais aussi pour reconnaître ce qu'elle est réellement capable de faire, à ne pas considérer qu'elle agit de manière directe ou indirecte sur les rapports sociaux.
La violence, toutes les études sociologiques confirment, est multiforme. Elle peut être un moyen d'expression d'une revendication, elle peut être l'absence de pensée structurée sur une manière de s'approprier la réalité et de donner réponse aux difficultés rencontrées. Elle est dans tous les cas l'expression d'un système de valeurs prenant sa part dans la socialisation des personnes. Il ne saurait être question de faire, ici, l'état exhaustif de cette problématique. En revanche, considérer que la prévention spécialisée est le moyen de réduire les formes attentatoires de l'intégrité des personnes et résoudre la question de l'incivilité au sens large est plus qu'utopique. En effet, les éducateurs de prévention spécialisée se mobilisent sur des espaces, auprès des populations afin de travailler avec eux la question de leur propre représentation et donc, si possible, influer sur un système de valeurs. Mais, cela ne peut se reposer que sur des rencontres réelles, sur des échanges fondés et des expériences partagées et vécues avec les populations. On le sait, les déterminants socio-économiques sont importants à tel point qu'ils configurent de manière radicale la façon dont les uns et les autres se représentent leur propre situation mais aussi tout leur environnement, fait de contraintes, de déterminisme, d'opportunités, d'alliances possibles et d'oppositions.
Une équipe d'éducateurs spécialisés ne saurait résoudre la violence, avec une ambition qui reposerait essentiellement sur la pacification des liens sociaux entre les personnes, la question des places de chacun, le fait de pouvoir se représenter autrui comme un allié et non comme un opposant, et tout le tissu social environnant comme la source possible d'une harmonie relationnelle. Les tensions sociales existent, les contraintes de classe façonnent le rapport au monde de chacun des individus et des groupes. C'est pourquoi le rôle des éducateurs spécialisés ne peut être très modeste, fondé nécessairement sur l'ambition d'accompagner des générations de jeunes et d'adolescents vers une promotion sociale. Alors nécessairement, tout accompagnement éducatif et d'accès à la citoyenneté pose, à un moment donné ou à un autre de la relation, la thématique de la violence. Elle oblige les uns les autres à réfléchir aux meilleurs moyens qui existent pour arriver à ses fins, mais aussi à l'intégration progressive de ce qui est acceptable ou non dans les rapports devant être instruit dans une société donnée.
Mais, dans la mesure où l'action des éducateurs ne joue que pour une part dans les trajectoires individuelles et collectives - les liens dont disposent les personnes étant nécessairement très développés et allant au-delà de la seule relation éducative dont ils peuvent bénéficier -, il n'est pas envisageable d'attendre la résolution de cette problématique de violence ni sur un terme qui se voudrait court ni comme un objectif qui serait mesurable. La violence répond à la prise en compte de la sécurité, et l'intégralité des liens qui peuvent être noués entre des catégories de population qui parfois s'ignorent ou ont un rapport utilitariste les uns aux autres. C'est parce qu’à un moment donné d'une trajectoire, il devient possible de reconnaître autrui comme un autre soi-même, que le lien à la civilité parvient à être restauré.
Mais, dans le même temps, le fait de considérer comme totalement disjointe l'approche de l'éducation conduite par les acteurs de la prévention spécialisée ne répond pas non plus aux exigences de l'analyse critique. Car il est évident que toute relation humaine, à partir du moment où elle remet du sens, où elle remet de l'altérité en jeu, où elle favorise des possibilités de coconstruction avec d'autres individus faisant partie d'un tout, elle restaure le lien social, favorise le développement de règles et de régulations. Aussi, la prévention spécialisée, s'adressant aux publics les plus en difficulté - ceux qui sont le plus proche de la marginalisation, ceux qui sont éloignés des institutions de socialisation -, fait le pari d'un arrimage de personnes déliées, et qui peuvent être enserrées dans un système concurrent fondé sur la délinquance parfois dans des formes très structurées. Mais là encore, pour que la prévention puisse agir, il faut lui donner les moyens du temps, celui du temps long, celui des relations instruites au quotidien, et non considérer qu'elle peut, parce qu'elle s'appelle prévention spécialisée et parce que c'est sa mission d'aller au-devant des plus en difficulté qu'elle pourrait, d'un claquement de doigts, résoudre la violence.
Enfin, parce qu'elle est une démarche volontariste et qu'elle met des adultes en situation d'aller au-devant d'adolescents inscrits dans d'autres logiques que celles qui peuvent être acceptées dans un corps social, elle est aussi une action non-violente, une action de dialogue fondée sur la rencontre, et donc éminemment démocratique. De ce point de vue, par son existence même, elle permet véritablement de symboliser une volonté d'apaisement des relations sociales et d'ouverture pour chacun avec le développement espéré et attendu d'un sentiment de possibilités d'évoluer. Complémentairement, pour qu'il ne s'agisse pas seulement que d'une impression produite chez les interlocuteurs des éducateurs, d'autres mises en œuvre et dispositions sont nécessaires dans les quartiers pour que, sur la base d'une exigence réciproque, et non pas seulement sur l'octroi de temps d'animation offerts, les outils et les relais soient réellement positionnés à cette fin.
Mais il appartient alors aux éducateurs de travailler eux-mêmes leur capacité sociale, leur capacité de conviction vis-à-vis de sphères n'ayant pas d'emblée un intérêt pour les populations les plus marginalisées ni pour les quartiers de relégation. C'est donc un travail très important qui doit être conduit par les professionnels. Pour cela, la formation semble ne pas suffire. Car de telles capacités relèvent d'un engagement et d'une volonté de développer en permanence sa compréhension du monde, l'actualiser dans une perspective globale et stratégique. C'est, de ce point de vue, l'intérêt d'un métier que de pouvoir offrir à ceux qui s'y impliquent, une finalité qui déborde la simple technique éducative et la simple animation culturelle nécessaire lors des petites et des grandes vacances scolaires pour éviter les conflits et la violence à un moment donné. Pour les éducateurs, comme pour tout adulte responsable, et se sentant dans l'obligation d'accompagner les jeunes générations, l'action de prévention spécialisée se constitue comme le message selon lequel il devient possible, ensemble, d'élaborer du sens commun tout en façonnant de manière constructive la relation à soi et aux autres. Charge alors aux équipes de direction de travailler cette question, de mettre en place de l'analyse de la pratique, de la réflexion permanente sur les enjeux transversaux de la socialisation des personnes, sur le plan économique, sur le plan sociologique et sur le plan philosophique.

## Les difficultés des financeurs
Comme l'ensemble des autres formes d'action sociale, la prévention spécialisée est confrontée à une réalité budgétaire extrêmement délicate du fait des contraintes rencontrées ces dernières années, particulièrement depuis la crise économique et financière, par les départements. De ce fait, cette action, qui n'est pas une dépense obligatoire des départements, qui demeure une intervention à mettre sur pied en fonction d'un accord local, entre les communes et la collectivité départementale, doit encore travailler non seulement à sa lisibilité, mais aussi à la pertinence de son intervention. Les questions qui se posent aujourd'hui sont celles qui mettent aux prises une action fondée sur l'anonymat et la libre adhésion, dans un rapport relativement daté et très éloigné des questions d'efficacité sociale, avec des obligations de transformation liées à la pression du financeur. Celui-ci a besoin de garanties, exprime la volonté de suivre précisément ce qui se passe sur le terrain, précaution qui était redoublée du fait de la promulgation de la loi du 5 mars 2007 sur la réforme de la protection de l'enfance réaffirmant l'autorité départementale comme « chef de file ». Par ailleurs, la réforme de la même date sur la prévention de la délinquance demande aux éducateurs de prévention spécialisée, comme aux autres acteurs, de partager le secret, fût-ce sur les bases d'une charte, avec différents intervenants qui ne sont pas nécessairement des travailleurs sociaux dès lors que plusieurs interlocuteurs collaborent sur le terrain auprès d'une même famille. Sur le fond, cela signifie que le secret professionnel n'est plus aussi solide que par le passé, et que les professionnels se voient concurrencer, sur leurs marges, par d'autres intervenants qui disposent d'une marge de manœuvre bien moins importante que celle des éducateurs spécialisés les années qui se sont écoulées. Bien entendu, il faudra également prendre le temps d'évaluer cette réforme de la prévention de la délinquance.
De manière complémentaire, la consolidation de la place de la « médiation sociale » mérite réflexion. À la fois, elle est utile parce qu'elle permet de réduire les conflits à un moment donné et dans une situation donnée, mais aussi parce que, dans le cadre du suivi de la vie sociale, elle se montre capable d'apporter un véritable relais et une information fiable sur le terrain. Mais en termes d'action sur la durée, c'est-à-dire celle qui permet d'asseoir des projets sur le long terme avec les familles, avec les adolescents et les personnes les plus en difficulté, il y a là un manque. En effet, faire de la médiation, c'est permettre à des parties en conflit de pouvoir se respecter, se comprendre, s'entendre et, in fine, pouvoir établir une relation qui ne soit pas fondée que sur des oppositions et des conflits pouvant déboucher parfois sur la violence. Or, le conflit est inévitable dans toutes les sociétés, particulièrement dans nos sociétés modernes et démocratiques. Ce qui veut dire que c'est moins la question de la conflictualités sociale qui doit être posée aujourd'hui, que celle de la place que peuvent espérer les adolescents et les jeunes adultes qui doivent pouvoir évoluer dans une société où toutes les possibilités sont envisageables en termes de promotion sociale. Ce qui revient, sur le fond, à renforcer la pertinence du projet de la prévention spécialisée, conformément au code de l'action sociale et des familles.
Car ce même code maintient bien la pertinence d'une action « sur le milieu », c'est-à-dire qui s'inscrive dans le développement social avec une volonté ferme de se mettre au service des personnes elles-mêmes, mais aussi d'un territoire, et des interrelations qui peuvent être nouées dans des logiques d'opportunité pour l'ensemble des habitants d'un même quartier.
Peut-on alors imaginer des interventions qui ne seraient plus ciblées sur des quartiers, mais sur des zones plus larges ? Comment effectivement considérer l'ensemble des sollicitations qui sont faites à la prévention spécialisée, laquelle a bien du mal à résister pour maintenir son existence, tout en gardant une crédibilité et une cohérence dans ce qu'elle fait au quotidien ? Peut-on imaginer des éducateurs de prévention spécialisée qui interviendraient, de façon « volante » sur différents territoires d'une même commune ? Et cela au motif que les adolescents sont mobiles sur les quartiers et qu'ils ne restent plus, aujourd'hui, « au pied des immeubles ». Certes, la mobilité spatiale existe, mais c'est la dynamique locale qu'il convient de transformer par l'accompagnement des personnes en développant leurs propres ressources, qu'il s'agisse de celles relevant du champ relationnel, de l'économique ou de l'éducation au sens strict du terme. Bien sûr, il importe de « s'approprier la ville » c'est-à-dire de permettre à des publics de se déplacer, et de trouver des espaces de sens qui ne soient pas uniquement référés au quartier. Mais lorsque l'on sait que les éducateurs ne trouvent leur légitimité, non pas parce qu'ils s'appellent « éducateurs », ou bien parce qu'ils se prévalent de faire de la « prévention spécialisée », mais bien parce que, dans la durée, ils nouent des liens par l'accompagnement de différentes générations d'adolescents, parce qu'ils connaissent les familles, au fil des mois, qu'ils sont capables de développer une approche globale du quartier, et donc stratégique, sans être enfermés dans des relations individuelles d'adolescents de jeunes adultes ; alors il devient quelque peu superficiel et dangereux, au motif de réductions budgétaires, de penser des interventions en dehors de tout enracinement territorial. Certes, l'adaptation est nécessaire, mais la réflexion sur le sens demeure essentielle. Avoir des éducateurs qui survolent un territoire s'apparentant à une ville entière revient à considérer que l'on peut s'appuyer sur une notoriété résidant dans le fait que des relations aient pu être instruites et que cette crédibilité va durer sur la base d'un seul passé. C'est une erreur : seul le lien quotidien - cultivé en permanence - permet de vivifier la légitimité et l'autorisation à agir.

### Ouvrages généraux sur la prévention spécialisée
Prévention et développement social
- Patrick Macquaire, Le quartier Picassiette, un essai de transformation sociale à Chartres, 198 pages aux Éditions l'Harmattan

Le cadre de la prévention spécialisée
Véronique Le Goaziou, Eduquer dans la rue, Presse de l'EHESP, 2015.
- La Prévention Spécialisée, une démarche engagée, La brochure publiée en 1985 disponible gratuitement au CTPS
- Étude PROMOFAF – Credoc, La Prévention Spécialisée aujourd'hui - Situations professionnelles et compétences - 1996.
- Le livre ouvert des clubs et équipes de prévention spécialisée, CNLAPS, 1982.
- La charte d'objectifs promulguée en 1992, CNLAPS, 1992
- La Prévention Spécialisée en France, CNLAPS, 1998
- Maurice Capul, Michel Lemay, De l'éducation spécialisée, Paris, Erès, 1996
- Maurizio Catani, Pierre Verney, préface de Paul Ricœur, Se ranger des voitures. Les "mecs" de Jaricourt et l'auto-école, Paris, Méridiens Klincksieck, 1986
- Victor Girard, Jean-Marie Petitclerc, Jean Royer, Cette prévention dite spécialisée, Paris, Fleurus, 1988
- Pascal Le Rest, La prévention spécialisée, Outils, méthodes, pratiques de terrain, Paris, L'Harmattan, 2001.
- Pascal Le Rest (sous la direction de), Paroles d'éducateurs de prévention spécialisée, Les éducs de rue au quotidien, Paris, L'Harmattan, 2002.
- Gilbert Berlioz, préface de Sébastian Roché, La prévention dans tous ses états. Histoire critique des éducateurs de rue, Paris, L'Harmattan, 2002
- Bernard Heckel, Les Principes de la prévention spécialisée ont ils encore un sens ou doivent ils s'adapter aux nouveaux enjeux politiques ?, Sauvegarde de l'enfance,

Vol.57, N°3, juin-juillet 2002
- Jean-louis Lauqué, "La loi et l'ordre. Prévention spécialisée et politiques sécuritaires.", Paris, L'Harmattan, 2003.
- Daniel Lecompte, De la complexité en prévention spécialisée : l’évaluation en question, Paris, L’Harmattan, 2003
- Pascal Le Rest, Méthodologie et pratiques éducatives en prévention spécialisée : Construction d'un référentiel, Paris, L’Harmattan, 2004
- Vincent Peyre, Françoise Tetard, Des éducateurs dans la rue. Histoire de la Prévention Spécialisée, Paris, La découverte, 2006
- Pascal Le Rest, Le métier d'éducateur de Prévention Spécialisée, Paris, La découverte, 2007
- Philippe Ropers, Pierre Verney, préface de Paul Durning, La prévention spécialisée : Un projet coopératif, Paris, Vuibert, 2008

L'acte éducatif
- Jacques Ladsous, (ouvrage collectif), La prévention spécialisée en France : forme originale d'action socio-éducative, Éditions CTNERHI, 149 p., 1992.
- L'acte éducatif pour quoi et pour qui, lien social, N°572, 12 avril 2001, Dossier collectif sous la direction de Jacques Ladsous
- Pascal Le Rest,  L'errance des jeunes adultes, Causes, effets, perspectives, L'Harmattan, Paris, 2006.
- Tahar Bouhouia, Témoignage d'un éducateur de rue en thèse, Revue CEDREA, 2008
- Pascal Le Rest, Macaire Passy,  L'éducation spécialisée en 45 fiches, Ellipses, Paris, 2008.
- Pascal Le Rest, Les nouveaux enjeux de l'action sociale en milieu ouvert, Réalités, défis et perspectives pour les acteurs, Erès, Toulouse, 2009.

L’évaluation
- http://www.preventionspecialisee.fr/

Violence et délinquance
- Jean-Marie Petitclerc, La violence et les jeunes, Paris, Dunod, 2000.
- Pascal Le Rest, Prévenir la violence, L'Harmattan, Paris, 2001.
- Catherine Blatier, Prévenir la délinquance dès la petite enfance, Paris, L'Harmattan, 2006.
- Lionel Leroi, Des garçons et des cirques, Mineurs délinquants en Centre Educatif Renforcé (CER), Éditions du Sextant, 2007,